# Ostrožská Lhota
Ostrožská Lhota (en allemand : Ostralhota, précédemment : Ostralhotta) est une commune du district d'Uherské Hradiště, dans la région de Zlín, en Tchéquie. Sa population s'élevait à 1 480 habitants en 2020.

## Géographie
Ostrožská Lhota se trouve à 10 km au sud-sud-ouest d'Uherské Hradiště, à 32 km au sud-ouest de Zlín, à 68 km à l'est-sud-est de Brno et à 251 km au sud-est de Prague.
La commune est limitée par Ostrožská Nová Ves au nord, par Hluk à l'est, par Blatnice pod Svatým Antonínkem au sud, et par Uherský Ostroh à l'ouest.

## Histoire
La première mention écrite du village date de 1371.

## Patrimoine

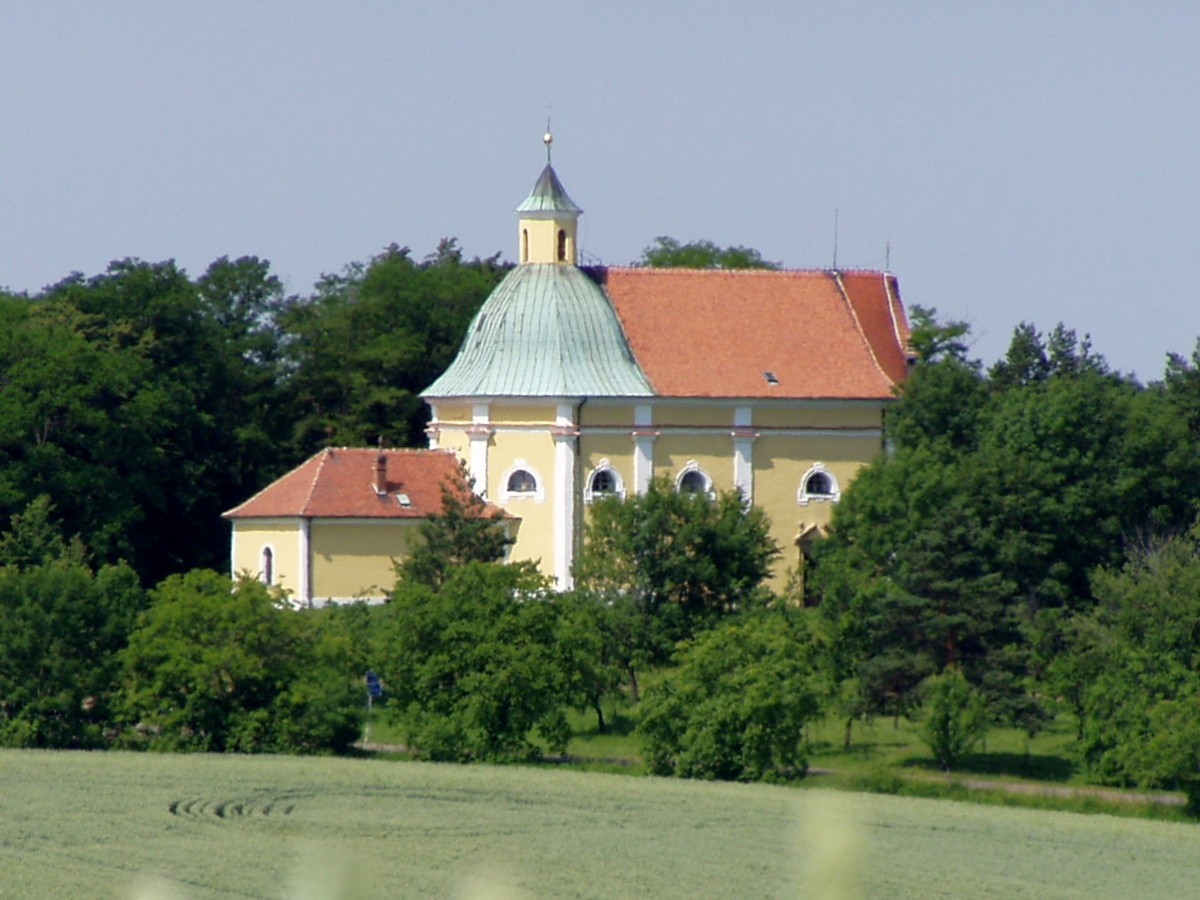
Église Saint-Antoine de Padoue.
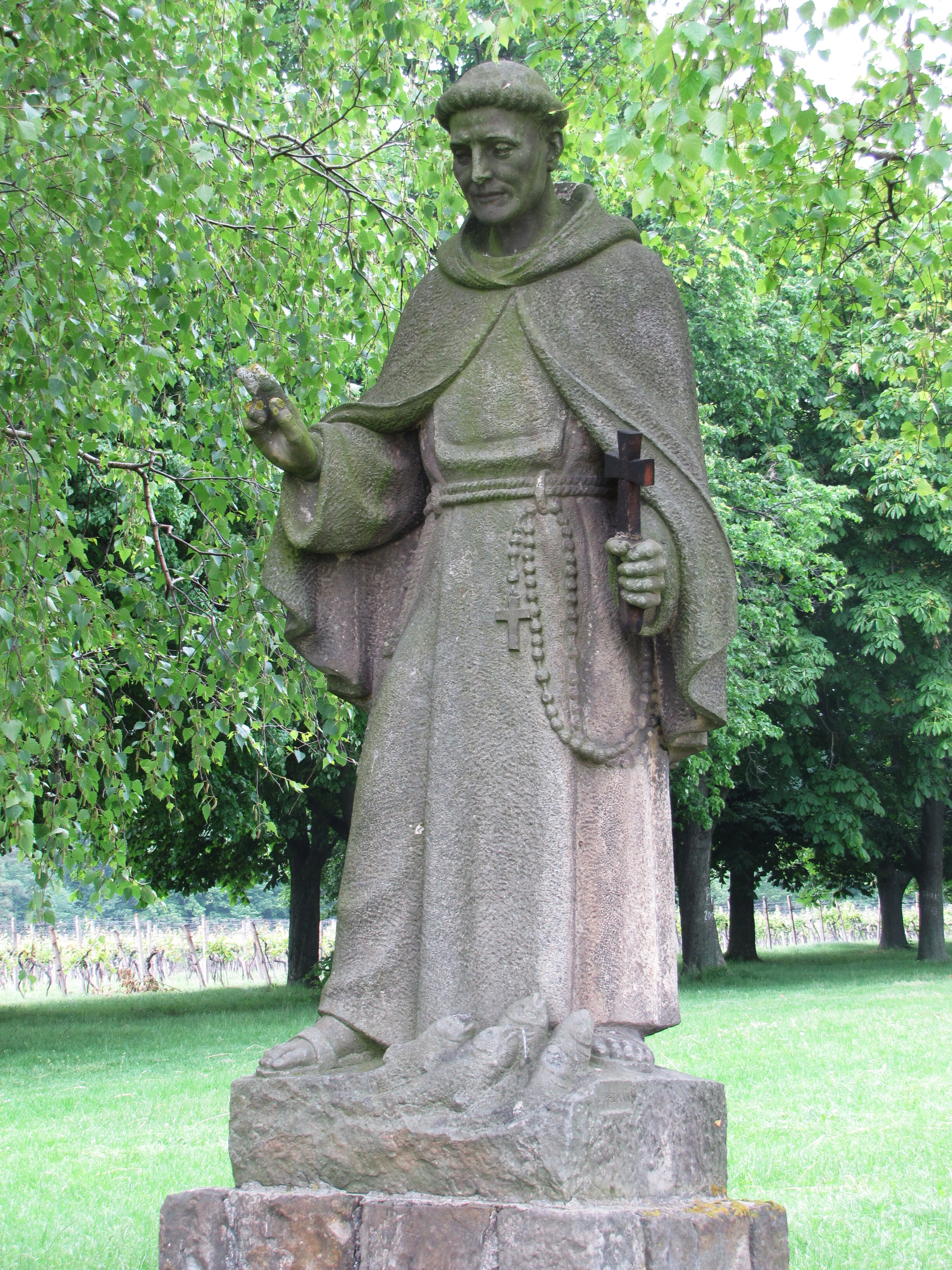
Statue de saint Antoine.